# لشاتله
لشاتله (به فرانسوی: Lechâtelet) یک کمون در فرانسه با جمعیت ۲۰۳ نفر است که در Canton of Seurre واقع شده‌است.